# Coldspring
|  | No s'ha de confondre amb Cold Spring. |

Coldspring és una població del Comtat de San Jacinto (Texas), Estats Units d'Amèrica. Segons el cens dels Estats Units del 2000 tenia 691 habitants.

## Demografia
Segons el cens del 2000, Coldspring tenia 691 habitants, 263 habitatges, i 180 famílies. La densitat de població era de 145 habitants/km².
Dels 263 habitatges en un 34,6% hi vivien nens de menys de 18 anys, en un 44,1% hi vivien parelles casades, en un 20,5% dones solteres, i en un 31,2% no eren unitats familiars. En el 28,1% dels habitatges hi vivien persones soles el 12,5% de les quals corresponia a persones de 65 anys o més que vivien soles. El nombre mitjà de persones vivint en cada habitatge era de 2,44 i el nombre mitjà de persones que vivien en cada família era de 2,91.
Per edats la població es repartia de la següent manera: un 27,8% tenia menys de 18 anys, un 10,6% entre 18 i 24, un 26,8% entre 25 i 44, un 20,1% de 45 a 60 i un 14,8% 65 anys o més.
L'edat mediana era de 34 anys. Per cada 100 dones de 18 o més anys hi havia 86,9 homes.
La renda mediana per habitatge era de 27.083 $ i la renda mediana per família de 30.729 $. Els homes tenien una renda mediana de 31.667 $ mentre que les dones 23.750 $. La renda per capita de la població era de 16.777 $. Aproximadament el 19,7% de les famílies i el 19,6% de la població estaven per davall del llindar de pobresa.

## Poblacions més properes
El següent diagrama mostra les poblacions més properes.